# Maurice Jourdan
Pour les articles homonymes, voir Jourdan.
Maurice Jourdan, né le 8 août 1902 à Paris 18e et mort à Paris 14e le 4 février 1972, est un agriculteur et résistant français, Compagnon de la Libération. Exploitant forestier au Gabon, il décide de se rallier à la France libre au début de la seconde guerre mondiale et participe aux combats en Afrique et en France. Après la guerre, il reprend son exploitation et exerce des fonctions politiques au Gabon avant de revenir en France pour occuper des postes administratifs.

## Biographie

### Jeunesse et engagement
Maurice Jourdan naît le 8 août 1902 dans le 18e arrondissement de Paris, d'un père expert-comptable. Après ses études, il part pour l'Afrique où il devient exploitant forestier au Gabon.

### Seconde Guerre mondiale
Toujours en activité en Afrique lorsque débute la seconde guerre mondiale, il prend connaissance de l'appel du général de Gaulle et décide de se rallier à la France libre. Cependant, la colonie du Gabon étant restée fidèle au régime de Vichy, Maurice Jourdan est placé en résidence surveillée. Lors de la campagne du Gabon, il rejoint le colonel Leclerc et les troupes de la France libre et leur fournit des renseignements contribuant à la prise de Port-Gentil et au ralliement de la colonie au général de Gaulle. Il s'engage alors dans les forces françaises libres. Désireux de combattre, il est affecté au bataillon du Moyen-Congo en janvier 1941 et suit les cours d'élève-aspirant à Brazzaville.
Promu sergent, il prend part à la guerre du désert en Libye de janvier à juin 1943 puis il est muté au régiment de marche du Tchad (RMT) en été de la même année. Avec la 2e division blindée (2e DB) dont fait partie le RMT, Maurice Jourdan est déplacé en Angleterre au printemps 1944 en vue du débarquement de Normandie. Débarqué sur Utah Beach le 1er août 1944 avec la 2e DB, il participe à la bataille de Normandie puis à la libération de Paris au cours de laquelle il se distingue en faisant prisonnier une soixantaine d'allemand lors de l'attaque d'un blockhaus. Engagé dans la campagne des Vosges, un éclat de mine le blesse à la cuisse le 2 décembre 1944 à Friesenheim. Il est cependant rapidement rétabli et s'illustre à Diebolsheim le 25 décembre en attaquant un poste ennemi de nuit.

### Après-Guerre
Démobilisé avec le grade de sous-lieutenant, Maurice Jourdan retourne au Gabon et reprend son exploitation forestière. Parallèlement, il est secrétaire général des producteurs de bois du Gabon et conseiller territorial de la colonie. Il devient ensuite député puis ministre de la santé publique du Gabon de 1957 à 1960. Après l'indépendance du pays, il retourne en France où il dirige le service d'accueil du ministère des rapatriés puis le service social d'aide aux travailleurs immigrés d'Afrique. Il est également secrétaire général adjoint de l'association des français libres.
Maurice Jourdan meurt le 4 février 1972 à Paris et est inhumé à Puteaux dans les Hauts-de-Seine.

## Décorations
|  |  |  |  |  |  |
|  |  |  |  |  |  |
|  |  |  |  |  |  |

| Chevalier de la Légion d'honneur | Chevalier de la Légion d'honneur | Chevalier de la Légion d'honneur | Compagnon de la Libération Par décret du 17 novembre 1945     | Compagnon de la Libération Par décret du 17 novembre 1945     | Compagnon de la Libération Par décret du 17 novembre 1945     | Croix de guerre 1939-1945                       | Croix de guerre 1939-1945                       | Croix de guerre 1939-1945                       |                                         |                                         |                                         |
| Médaille des blessés de guerre   | Médaille des blessés de guerre   | Médaille des blessés de guerre   | Croix du combattant volontaire Avec agrafe "Guerre 1939-1945" | Croix du combattant volontaire Avec agrafe "Guerre 1939-1945" | Croix du combattant volontaire Avec agrafe "Guerre 1939-1945" | Croix du combattant volontaire de la Résistance | Croix du combattant volontaire de la Résistance | Croix du combattant volontaire de la Résistance |                                         |                                         |                                         |
| Médaille coloniale               | Médaille coloniale               | Médaille coloniale               | Médaille coloniale                                            | Médaille coloniale                                            | Médaille coloniale                                            | Presidential Unit Citation (États-Unis)         | Presidential Unit Citation (États-Unis)         | Presidential Unit Citation (États-Unis)         | Presidential Unit Citation (États-Unis) | Presidential Unit Citation (États-Unis) | Presidential Unit Citation (États-Unis) |